# Martyniwka (obwód kirowohradzki)
Martyniwka (ukr. Мартинівка) – wieś na Ukrainie, w obwodzie kirowohradzkim, w rejonie hołowaniwskin, w hromadzie Pidwysoke. W 2001 liczyła 343 mieszkańców, spośród których 340 wskazało jako ojczysty język ukraiński, a 3 rosyjski.